# Le Secret des chandeliers
Pour plus de détails, voir Fiche technique et Distribution.
Le Secret des chandeliers (The Emperor's Candlesticks) est un film américain réalisé par George Fitzmaurice, sorti en 1937.

## Synopsis
Alors qu'il visite Vienne incognito, le Grand-Duc Peter est attiré par la belle Maria lors d'un bal masqué avant de se retrouver prisonnier de nationalistes polonais. Le noble est obligé d'écrire une lettre à son père, le tsar, lui proposant de l'échanger contre le père de Maria, qui a été condamné à être exécuté. Comme leurs précédents recours en grâce ont été interceptés et ne sont jamais parvenus au tsar, les Polonais chargent le baron Stephan Wolensky, un espion, de remettre la lettre en main propre. Pendant ce temps, le colonel Pavloff, chef de la police secrète russe, charge son propre agent, la comtesse Olga Mironova, d'apporter en Russie des documents incriminant Wolensky comme un agent ennemi, ainsi qu'un ordre d'arrestation.
Comme il se rend déjà à Saint-Pétersbourg, un ami de Wolensky, le prince Johann, lui demande de livrer une paire de chandeliers ornés à une princesse. Chacun des chandeliers possède un compartiment secret et le baron y place secrètement la lettre. Plus tard, lorsque le prince Johann amuse la comtesse Mironova en lui montrant la particularité des chandeliers, elle place ses documents dans l'autre espace et persuade le prince de lui confier la paire. Quand Wolensky apprend la nouvelle, il se lance à sa poursuite. La situation se complique avec la servante de Mironova et l'amant de Mitzi, Anton, qui volent chacun des bijoux et les deux chandeliers. En retrouvant la trace des chandeliers, d'abord à Paris puis à Londres, Wolensky et Mironova s'avouent mutuellement qu'ils sont dans des camps opposés, ce qui ne les empêche pas de tomber amoureux.
Plus tard, les chandeliers sont mis aux enchères, que remporte la comtesse mais elle n'a pas assez d'argent liquide pour régler. Le baron résout le problème en proposant de mettre en commun leurs ressources, chacun obtenant un chandelier. Wolensky choisit celui qu'il croit être celui qui contient sa lettre mais il choisit le mauvais. Il trouve ainsi et lit son propre arrêt de mort. Lorsque Mironova essaie d'échanger les chandeliers, Wolensky refuse. Elle propose alors de livrer les deux séries de documents, tandis que Wolensky reste en sécurité hors de Russie. Il ne lui fait pas confiance mais connaissant le prix de son échec, il propose de lui rendre ses papiers une fois qu'il aura livré la lettre de Pierre en toute sécurité.
Pendant ce temps, les patriotes polonais s'inquiètent de ce long retard inexpliqué. Korum est favorable à l'idée de tuer Peter mais Maria persuade les autres d'attendre jusqu'à ce qu'ils aient des nouvelles de Wolensky, le Grand-Duc les écoutant discrètement. Le Tsar pardonne et libère le père de Maria en échange de son fils.
À Saint-Pétersbourg, Pavloff arrête Miranova dans son manoir et lorsque Wolensky s'y présente avec ses documents, elle les jette dans la cheminée. Pavloff les emmène tous les deux devant le Tsar. Le souverain de Russie libère gracieusement le couple d'amoureux, qui décide de se marier.

## Fiche technique
- Titre : Le Secret des chandeliers
- Titre original : The Emperor's Candlesticks
- Réalisation : George Fitzmaurice
- Scénario : Harold Goldman et Monckton Hoffe d'après un roman d'Emma Orczy
- Dialogues : Herman J. Mankiewicz
- Photographie : Harold Rosson et Oliver T. Marsh (non crédité)
- Montage : Conrad A. Nervig
- Musique : Franz Waxman
- Direction artistique : Cedric Gibbons
- Costumes : Adrian
- Producteur : John W. Considine Jr.
- Société de production :Metro-Goldwyn-Mayer
- Société de distribution : Metro-Goldwyn-Mayer
- Pays d'origine :  États-Unis
- Format : Noir et blanc — 35 mm — 1,37:1 — Son : Mono (Western Electric Sound System)
- Genre : Film dramatique
- Durée : 89 minutes
- Dates de sortie : 
  - États-Unis : 2 juillet 1937
  - France : 22 décembre 1937

## Distribution
- William Powell : Baron Stephan Wolensky
- Luise Rainer : Comtesse Olga Mironova
- Robert Young : Grand Duc Peter
- Maureen O'Sullivan : Maria
- Frank Morgan : Colonel Baron Suroff
- Henry Stephenson : Prince Johann
- Bernadene Hayes : Mitzi Reisenbach
- Donald Kirke : Anton
- Douglass Dumbrille : Korum
- Charles Waldron : Dr Malchor, un conspirateur
- Ian Wolfe : Leon, un conspirateur
- Barnett Parker : Albert
- Frank Reicher : Pavloff
- Bert Roach : Employé d'Hôtel
- Paul Porcasi : Santuzzi
- Frank Conroy : Colonel Radoff
- E. E. Clive : commissaire priseur
- Emma Dunn

Acteurs non crédités
- Leander de Cordova
- George Davis : un serveur
- Larry Steers : un conspirateur
- Maude Turner Gordon : la concierge
- Roland Varno : officier du tsar
- Harry Woods : Capitaine Demisoff

## Galerie

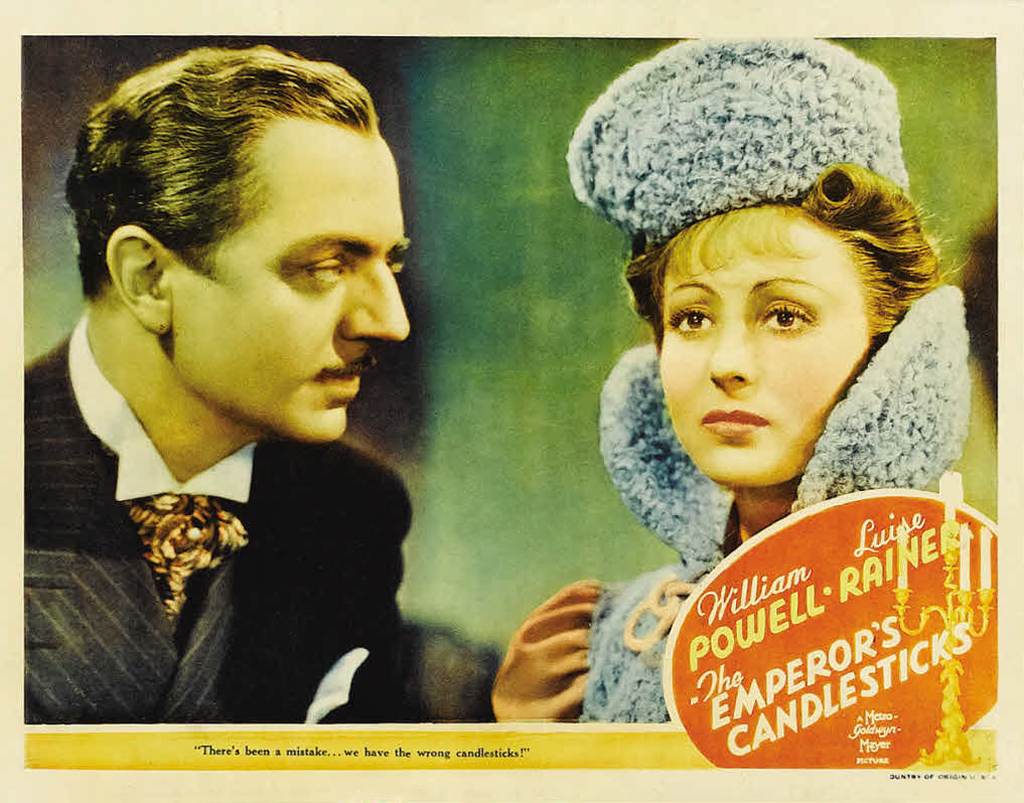
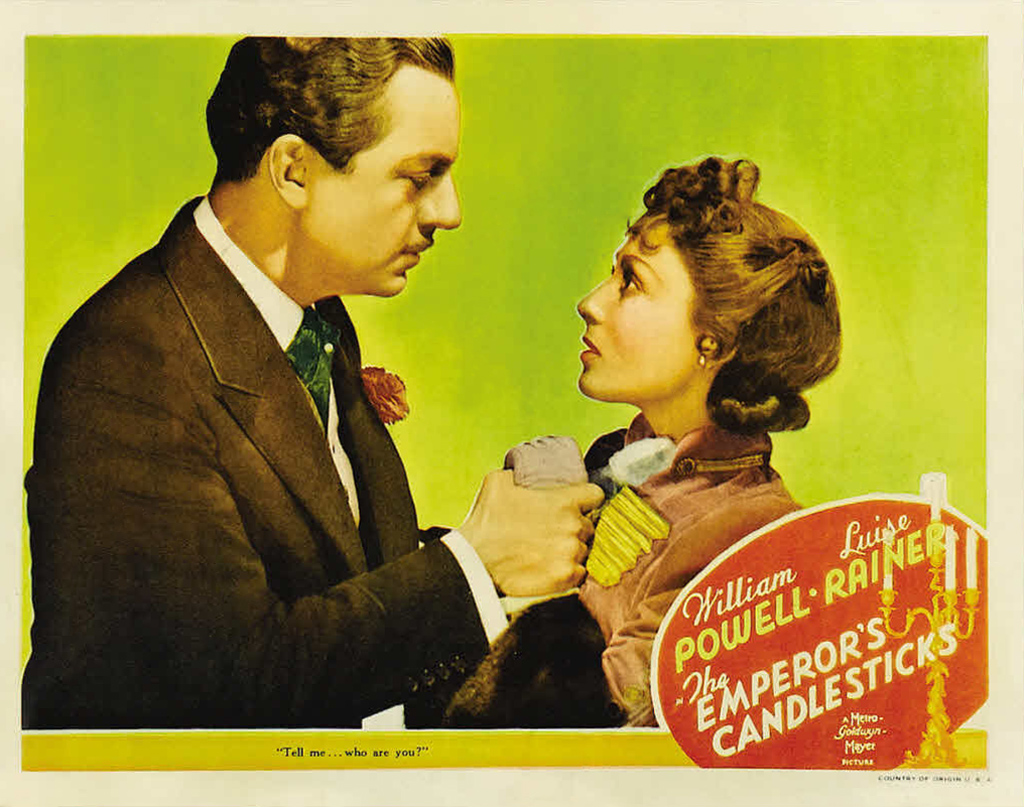
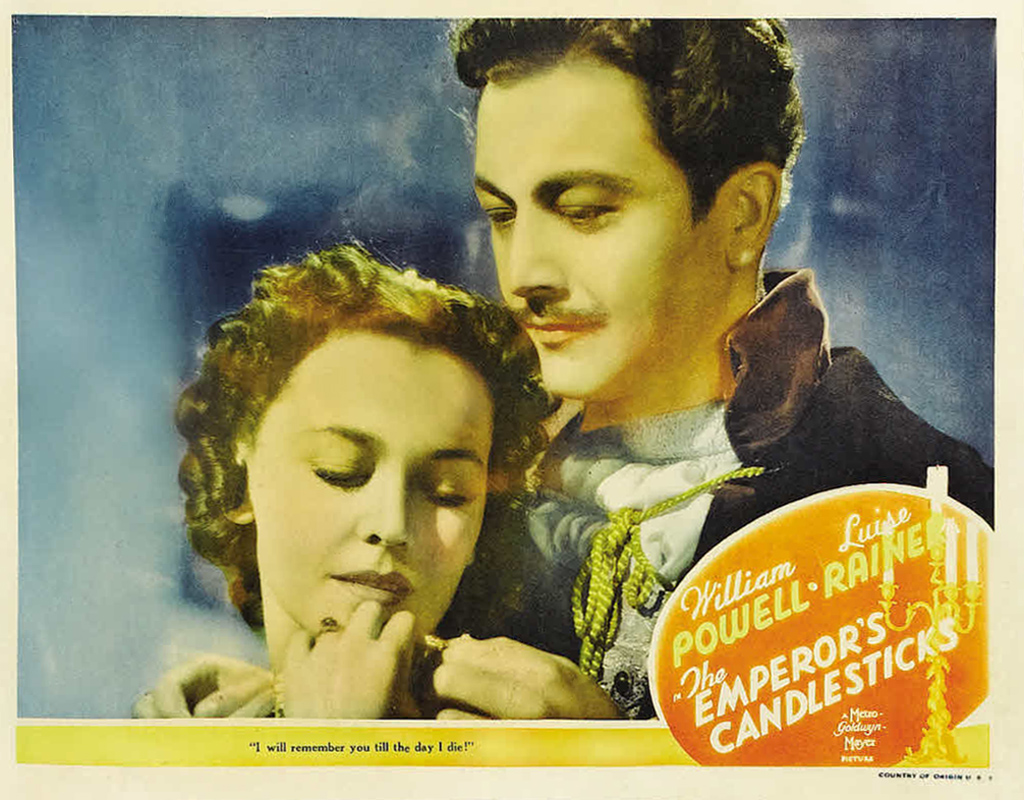
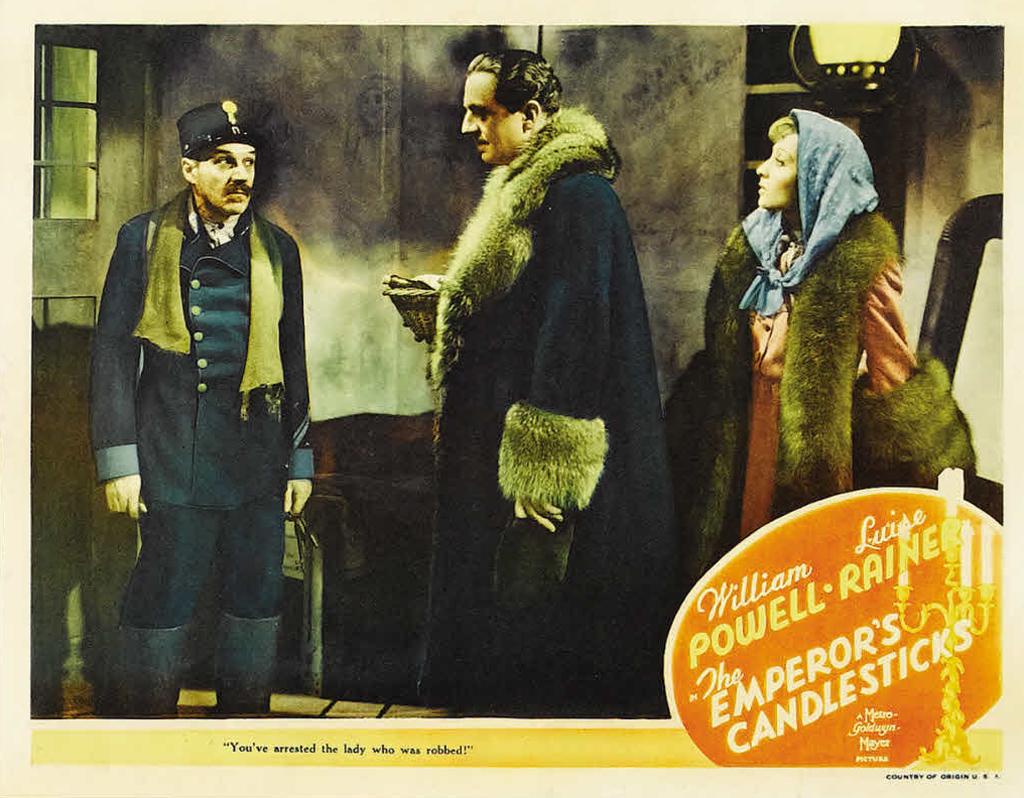
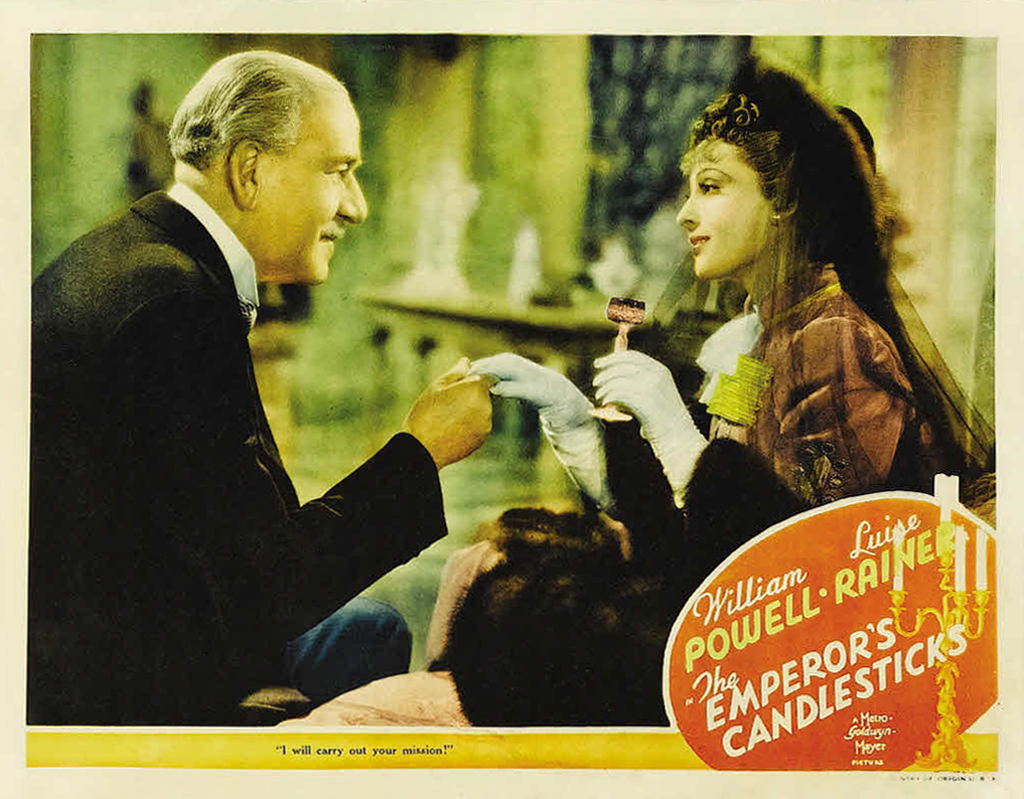
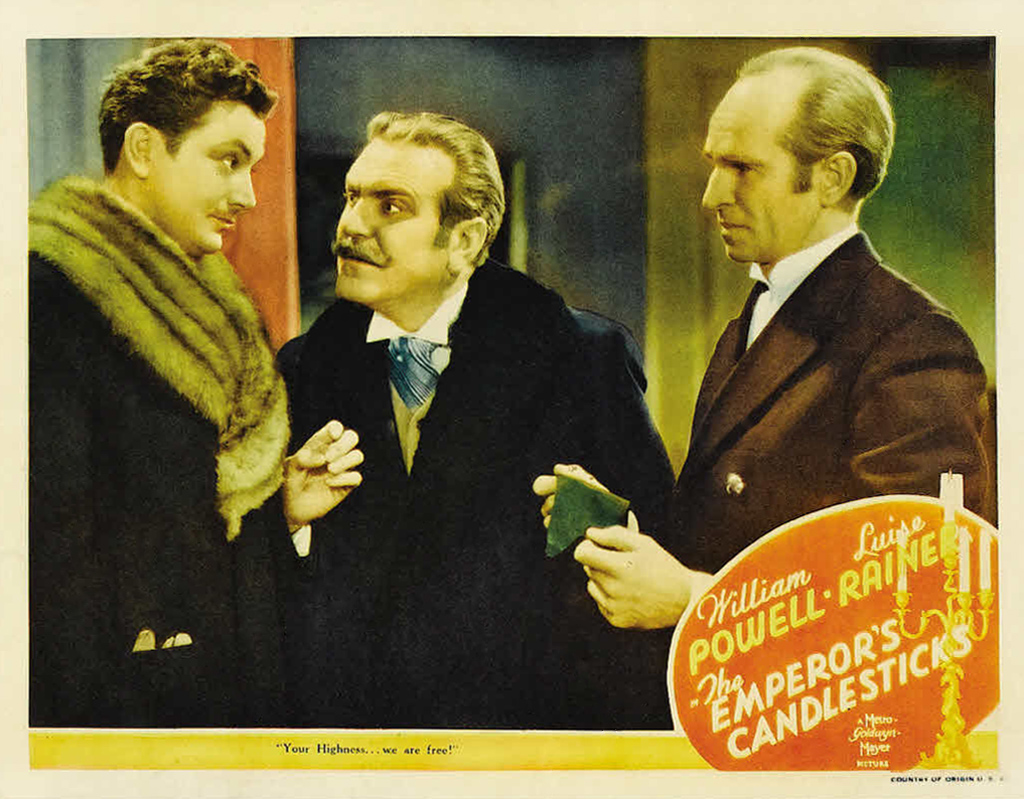
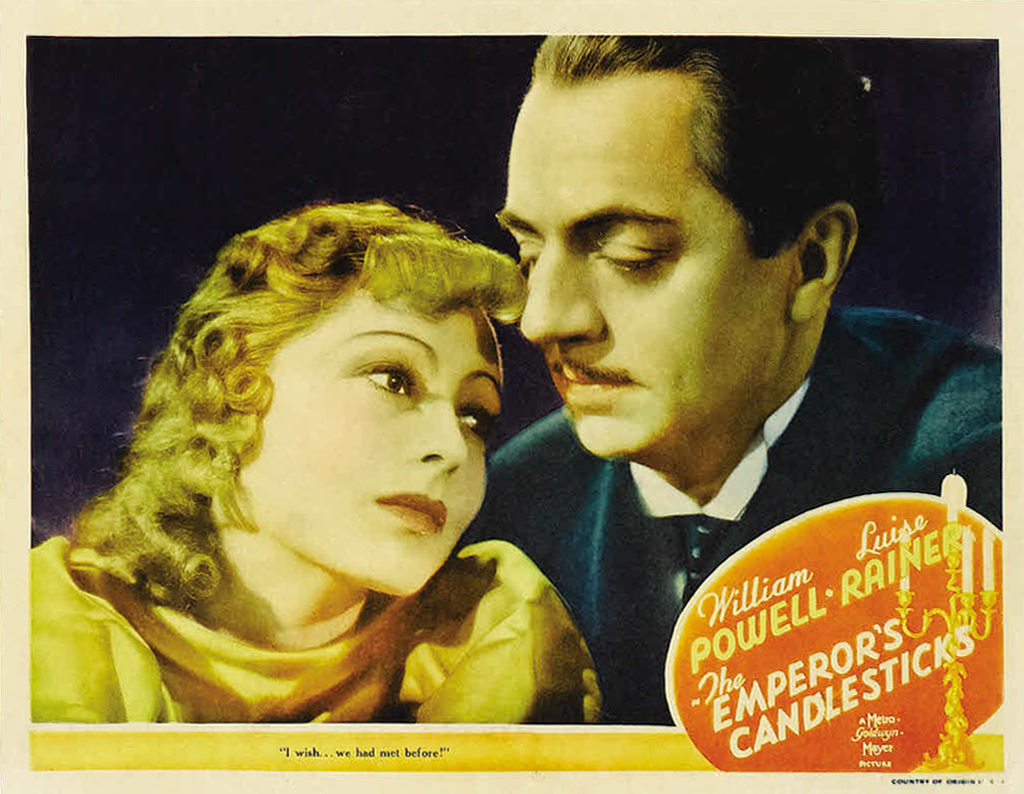